# Йосиас Рантцау
Йосиас Рантцау (на немски: Josias Rantzau; * 18 октомври 1609 в имението Боткамп при Кил; † 14 септември 1650 в Париж) е благородник от Рантцау в Южен Шлезвиг-Холщайн. Той е датски военачалник, маршал на Франция през Тридесетгодишната война и през испанско-нидерландската война. Той имал 60 рани, загубва едно око, едно ухо, една ръка и един крак.
Той е син на Брайдо Рантцау и съпругата му Оелгард фон Квален. Внук е на Паул Рантцау (1527 – 1579), господар на Боткамп, и Беата Зеещед (1535 – 1589). Правнук е на Йохан Рантцау (1492 – 1565).
Рантцау може да говори осем езика има големи интереси по философия, математика и теология, започва военна кариера. Като млад той служи при принц Мориц Орански и при датския крал Кристиан IV. Той отива в Швеция на служба при Густав II Адолф, но след дуел с един хауптман напуска. Той отива в Италия във войската на Йохан фон Алдринген и участва във Войната за Мантуанското наследство 1630 г. в нападенето на Мантуа. Шведският крал го взема отново при себе си и му дава командването на Рейн и на границата с Фландрия. След смъртта на краля той става губернатор на Андернах. След 1633 г. той е две години губернатор на Щрасбург. През 1635 г. той отива с шведския канцлер Аксел Уксеншерна във Франция и френският крал го взема на своя служба.
На 30 юни 1645 г. Рантцау става маршал на Франция и същата година католик. През 1646 г. той е губернатор на крепост Дюнкирхен.
Той умира на 14 септември 1650 г. в Париж и е погребан във францисканския манастир при Нион.

## Фамилия
Йосиас Рантцау се жени 1636 г. за втората си братовчедка Хедвиг Маргарета Елизабет фон Рантцау (1624 – 1706 в Хилдесхайм), дъщеря на Герхард Рантцау (1558 – 1627), датски щатхалтер в кралската част на Шлезвиг-Холщайн (1600 – 1627), и Доротея фон Брокдорф († 1630). Бракът е бездетен.